# Jason Čulina
Jason Čulina (5 août 1980 à Melbourne, Nouvelle-Galles du Sud) est un joueur de football de double nationalité australienne et croate, qui a joué 58 fois pour les Socceroos.
Sa première cape nationale date de 2005 contre l'Afrique du Sud, et son premier but pour les Socceroos fut inscrit le 3 septembre 2005 contre les Îles Salomon. 

## Palmarès
- Champion des Pays-Bas en 2002 et 2004 avec l'Ajax Amsterdam
- Champion des Pays-Bas en 2006, 2007 et 2008 avec le PSV Eindhoven
- Vainqueur de la Coupe des Pays-Bas en 2002 avec l'Ajax Amsterdam